# Méliphage réticulé
Territornis reticulata
Espèce
Statut de conservation UICN

 LC  : Préoccupation mineure
Le Méliphage réticulé (Territornis reticulata) est une espèce de passereaux de la famille des Meliphagidae.

## Répartition
Cet oiseau peuple les îles de Semau et Timor.

## Habitat
Il habite les forêts humides tropicales et subtropicales et les mangroves.